# خان الصعيوية

## خان الصعيوية
خان أثري قديم يقع شمال بغداد في منطقة الصعيوية التابعة إلى ناحية المعتصم ضمن قضاء سامراء في محافظة صلاح الدين .ويشير المهندس أحمد سوسة في الجزء الأول من هامش في كتابه ((ري سامراء)) ان هذا هو الخان الذي سماه فيليكس جونز في سنة 1840 خان المزرقجي. وذكر فيليكس في زيارته عام 1846 انه مكان للحجاج أو الرحالة في الطريق إلى شمال سامراء.وقد مر بالخان واسماه خان (مزراقجي) عالي بك مدير الديون العمومية بالدولة العثمانية في رحلته إلى العراق العثماني والهند عام 1885م.
يقع خان الصعيوية تحديداً على بعد (25 كم) الى الجنوب الشرقي من قضاء سامراء.

## اختلاف تاريخ بناءه
هناك من يذكر ان هذا الخان بني في القرن التاسع عشر الميلادي، بينما هناك من ذكر ان تاريخ بناءه يعود إلى عام 1750 م.

## معلومات وصفية
يقع هذا الخان في مدخل منطقة الصعيوية ويعتبر منطقة أو محطة استراحة لنزول الزائرين والوافدين والمسافرين من بلاد الشرق إلى سامراء؛ والمبيت فيه والراحة، حيث احتوى في تصميمه على غرف نوم، حمامات، أماكن إيواء للحيوانات والأمتعة والبضائع، بالإضافة إلى وجود مصلى وبئر داخل الخان.
وكانت هذه الخانات تقع على طريق القوافل التجارية، يتألف خان الصعيوية من ساحة مكشوفة في الوسط، تحيط بها الاواوين، ثم ممر يفصل الاواوين عن الغرف، والممر يدور على غرف الخان كلها، وتكون سقوف هذه الغرف عبارة عن قباب كروية، تقدر مساحة خان الصعيوية (25* 50 م).